# María Bochkariova
María Leóntievna Bochkariova (en ruso: Мари́я Лео́нтьевна Бочкарёва, apellido de soltera Frolkova (Фролко́ва); Nikólskoie, Gobernación de Nóvgorod, julio de 1889-Krasnoyarsk, 16 de mayo de 1920), más conocida por el apodo de Yashka, fue una mujer rusa que combatió en la Primera Guerra Mundial y que formó un batallón exclusivamente integrado por mujeres conocido como el Batallón de mujeres (o Batallón de la muerte).

## Vida
Nació como María Frolkova en la aldea Nikólskoie de la Gobernación de Nóvgorod en 1889, en el seno de una humilde familia campesina. Con dieciséis años de edad dejó su hogar para casarse con Afanasi Bochkariov, con quien se trasladó a Tomsk (Siberia), donde ambos trabajaron como obreros. Cuando su esposo comenzó a abusar de ella, lo dejó y comenzó una relación sentimental con Yákov (o Yánkel) Buk, un hombre del lugar. Ella y Buk establecieron una carnicería, pero en mayo de 1912, Buk fue arrestado por robo y enviado a Yakutsk. Yashka lo siguió al exilio a pie, y en Yakutsk la pareja estableció otra carnicería. Buk fue sorprendido robando de nuevo y enviado al remoto poblado de Amgá, Yakutia, en 1913, y una vez más Yashka lo siguió. Buk comenzó a beber mucho y pronto comenzó a abusar de Yashka tal como lo hiciera años antes Afanasi.

### Primera Guerra Mundial
Al estallar la Primera Guerra Mundial en 1914, abandonó a Buk y regresó a Tomsk. En noviembre, logró unirse al 25.º Batallón de Reserva del Ejército Imperial Ruso de Tomsk con un permiso personal del zar Nicolás II. Los hombres del regimiento la ridiculizaban y la acosaban sexualmente, hasta que demostró su valía en batalla. Al menos en una oportunidad, mató a un soldado alemán con su bayoneta. En los años siguientes, fue herida dos veces y condecorada tres veces por su valentía y obtuvo el rango de suboficial (porúchik). En 1916, fue condecorada con la medalla de la Cruz de San Jorge.  

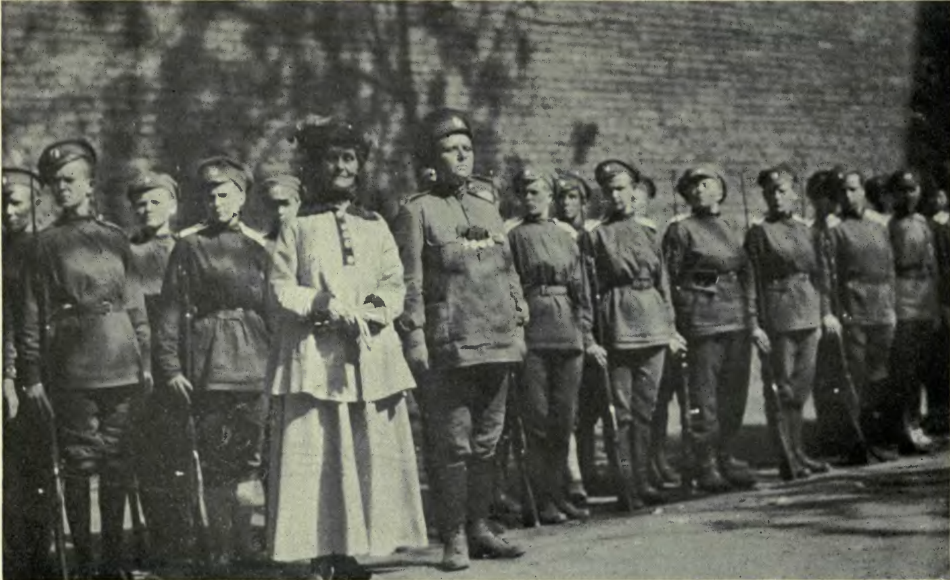
El Batallón de mujeres junto a la sufragista británica Emmeline Pankhurst y María Bochkariova, 1917.

Después de la abdicación del zar en febrero de 1917, fue encargada en crear una unidad de combate exclusivamente conformada por mujeres por el ministro de Guerra Aleksandr Kérenski. Este fue el primer batallón de mujeres que se organizó en Rusia. El 1.er Batallón de la muerte de mujeres rusas inicialmente atrajo a alrededor de 2000 voluntarias, pero la disciplina estricta de Yashka llevó a que solo permaneciesen 300 mujeres.
Después de un mes de entrenamiento intensivo, Yashka y su unidad fueron enviadas al frente occidental de Rusia para participar en la ofensiva de junio. La unidad estaba involucrada en una gran batalla, cerca de la ciudad de Smorgón (hoy en la provincia de Grodno de Bielorrusia). Las mujeres de la unidad tuvieron un buen desempeño en el combate, pero la gran mayoría de los soldados varones, ya largamente desmoralizados, tenía poca inclinación a seguir luchando. Yashka fue herida en la batalla y luego fue enviada de regreso a Petrogrado para recuperarse.

### Revolución bolchevique
Solo fue marginalmente involucrada en la creación de nuevas unidades de combate de mujeres del ejército ruso durante la primavera y el verano de 1917. Su unidad estaba en el frente en el momento de la Revolución bolchevique de octubre y no participó en la defensa del Palacio de Invierno (el batallón de mujeres que participó en la defensa del Palacio de Invierno fue el primer Batallón de Mujeres de Petrogrado). La unidad se disolvió después de enfrentarse a la creciente hostilidad de las tropas restantes de hombres en el frente.
Regresó a Petrogrado, donde fue inicialmente detenida por los bolcheviques, pero quedó en libertad poco después. Consiguió permiso para reunirse con su familia en Tomsk, pero regresó a Petrogrado a principios de 1918. Afirmó haber recibido entonces un telegrama pidiendo que llevara un mensaje al general Lavr Kornílov, quien estaba al mando de un Ejército Blanco en el Cáucaso. Después de salir de la sede de Kornílov, volvió a ser detenida por los bolcheviques y, tras enterarse de su relación con los blancos, se programó su ejecución. Sin embargo, fue rescatada por un soldado que había servido con ella en el ejército imperial en 1915 y que convenció a los bolcheviques de detener su ejecución. Se le concedió un pasaporte externo y se le permitió salir del país. Luego se dirigió a Vladivostok, donde partió a los Estados Unidos en el barco de vapor Sheridán en abril de 1918.

### Exilio y fallido regreso
Llegó a San Francisco y luego se dirigió a Nueva York y a Washington, D. C., patrocinada por la millonaria dama Florence Harriman, quien era miembro de la alta sociedad estadounidense. Se le concedió un encuentro con el presidente Woodrow Wilson el 10 de julio de 1918, cuando pidió al presidente que interviniera en Rusia. Wilson respondió con lágrimas en los ojos y prometió hacer lo que pudiera.
Durante su estancia en Nueva York, dictó sus memorias a un periodista emigrado ruso llamado Isaac Don Levine; el libro se tituló Yashka: Mi vida como campesina, exiliada y soldado. Después de salir de los Estados Unidos, viajó a Gran Bretaña, donde fue recibida en audiencia por el rey Jorge V. El Ministerio de Guerra británico le dio fondos para volver a Rusia. Llegó a Arcángel en agosto de 1918 y trató de organizar otra unidad, pero fracasó.
En abril de 1919, regresó a Tomsk e intentó formar un destacamento de mujeres médico dentro del Ejército Blanco del almirante Aleksandr Kolchak, pero antes de que pudiera completar esta tarea fue capturada por los bolcheviques. Fue enviada a Krasnoyarsk, donde fue interrogada durante cuatro meses y finalmente condenada a muerte, fue declarada culpable de ser un enemigo del pueblo. La Cheka llevó a cabo su ejecución por un pelotón de fusilamiento el 16 de mayo de 1920.  En enero de 1992, María Bochkariova fue rehabilitada de acuerdo con la Ley de la RSS de Rusia del 18 de octubre de 1991 Acerca de la rehabilitación de las víctimas de la represión política.